# میرزا ابوالقاسم موسوی زنجانی
میرزا ابوالقاسم موسوی زنجانی (زاده ۱۲۲۴ – درگذشته ۳ جمادی الاول۱۲۹۲) روحانی و فقیه شیعه و از علمای بزرگ عصر قاجار در روزگار محمدشاه و  ناصرالدین‌شاه بود.
او در زنجان متولد شد. جد اعلای او میر محسن موسوی (متوفی ۱۱۴۸ هجری قمری) مرجع کل در زمان شاه سلطان حسین و شاه تهماسب دوم بود. میرزا ابوالقاسم در قزوین و اصفهان تحصیل کرده بود و از شاگردان سید محمدباقر شفتی به‌شمار می‌آمد. او در سرکوب شورش بابیان زنجان نقش موثری داشت و فتوای قتل ملا محمدعلی زنجانی را صادر کرد. او در سوم جمادی الاول ۱۲۹۲ قمری درگذشت و در آرامگاه خانوادگی اش در خارج شهر به خاک سپرده شد که امروزه به عنوان آرامگاه سید ابوالقاسم مجتهد میرزایی شناخته می شود و این اثر در تاریخ ۱۴ مرداد ۱۳۸۲ با شمارهٔ ثبت ۹۴۴۵ به‌عنوان یکی از آثار ملی ایران به ثبت رسیده‌است.
او همچنین مؤلف تعدادی کتاب و رساله در زمینه‌های فقه و ریاضی و طب است.